# Конари (Сілезьке воєводство)
Конари (пол. Konary) — село в Польщі, у гміні Кломниці Ченстоховського повіту Сілезького воєводства.
Населення — 600 осіб (2011).
У 1975-1998 роках село належало до Ченстоховського воєводства.

## Демографія
Демографічна структура станом на 31 березня 2011 року:
|          | Загалом | Допрацездатний вік | Працездатний вік | Постпрацездатний вік |
| -------- | ------- | ------------------ | ---------------- | -------------------- |
| Чоловіки | 292     | 56                 | 199              | 37                   |
| Жінки    | 308     | 43                 | 176              | 89                   |
| Разом    | 600     | 99                 | 375              | 126                  |